# National Domestic Violence Hotline
La National Domestic Violence Hotline (NDVH) est une ligne directe américaine pour les personnes touchées par la violence domestique ou conjugale.

## Actions
La National Domestic Violence Hotline établit quinze critères pour identifier une relation abusive. En 2009, elle applique sa grille de lecture à Twilight, en déduisant que la relation amoureuse entre les personnages principaux des romans est abusive.